# Meltdown (festival)
Meltdown é um festival de música contemporânea realizado todos os anos no Southbank Centre em Londres, Inglaterra.